# おねがい☆ティーチャー
『おねがい☆ティーチャー』は、日本のテレビアニメ作品、およびそれを原作とする漫画・小説である。テレビアニメは2002年1月10日から3月28日にかけて、WOWOWのノンスクランブル枠にて放送された。略称は「おねてぃ」。
CS放送の幾つかのチャンネルで放送された後、2012年1月期にはTOKYO MXで地上波初放送された。

## 概要
同一の時間軸を舞台とした続編として『おねがい☆ツインズ』、『おねがい☆フレンズ』、『おねがい☆チュータ』があり、これらの作品はおねがいシリーズと呼ばれている。放送終了後に『月刊コミック電撃大王』で漫画化され、電撃文庫からは小説化されている。なお、アニメ・漫画・小説ではそれぞれ、設定・ストーリーなどが一部異なっている。

## ストーリー
辺境惑星の駐在監視員として、地球に赴任した宇宙人・風見みずほ。正体を隠して、高校の教師として赴任したみずほは、主人公である草薙桂のクラスの担任となる。偶然、みずほの正体を知ってしまった桂は、彼女の秘密を守るため、彼女と結婚して夫婦として暮らすことになる。
桂は中学時代のトラウマから、「停滞」と呼ばれる、精神的なストレスに起因する「肉体的・精神的に昏睡状態」になる病気を患っており、過去には「3年間の長期停滞」を経験していた。 みずほとの生活から、いくつもの停滞を経験しながらも、次第に回復の兆しを見せていく。
そんなある時、クラスメイトの森野苺が、自分と同じく長期停滞により、6年間も時が止まっていた事を知る。同じ病気を抱えている苺の望みを叶えるために、桂は縁川小石と付き合うことになってしまう。お互いに心を通じ合わせ、求め合っているにもかかわらず、様々なすれ違いから、疎遠になっていく桂とみずほ。それにともなって、桂の停滞は進行していってしまう。

## 登場人物

### 主人公・ヒロイン
草薙 桂（くさなぎ けい）
声 - 保志総一朗
本作の主人公。長野県立木﨑高校に通う高校1年生。子供の頃から意識不明になり成長も止まってしまう停滞という病気を発症しており、過去に3年間も入院していたが、医師のカウンセリングで回復し退院。外見年齢は15歳だが、実年齢は18歳。クラスメイトにはその事を隠している。性格はいたって普通だが優柔不断な一面もある。一人称は「俺」。
両親は仕事で海外に出張中のため、叔父の江田島夫妻の家に居候していたが、みずほと内緒で結婚してからはアパートに移り住む。成り行きで結婚したみずほとの関係に戸惑いつつも想いを育んでいく。
第3話よりみずほと同居生活を開始、第4話でキス、第5話では沖縄に新婚旅行をするが、数々の邪魔が入りなかなか関係は発展しない。第8話で縁川小石の告白を断った夜、みずほとの絆を再確認し初めて結ばれる。
第9話で森野苺が自分と同じ病気を持っていることを知り同情、第10話で苺の病気を再発させないためにみずほとの関係を解消して、苺の望む「縁川小石との交際」を始めるもすぐに破綻。みずほに対する想いはさらに強くなるが、直後に停滞を再発してしまう。
第11話でみずほの献身で過去と決別し停滞から回復するも、銀河連盟にみずほとの記憶を全て喪失させられてしまう。1年後である第12話の時点では、みずほと暮らした日々を忘却しているものの、良く分からない喪失感を感じていた。地球に戻ってきたみずほと再会、自力で記憶を回復させ、改めてプロポーズをして再び夫婦となる。
第13話では偶数日はエッチをする日と夫婦で決めているが、その前日(つまり奇数日)にもエッチをしてしまうほどラブラブで、桂曰く「完全に間違った方向に加速」している。
はつほによるとみずほの父親に似ているらしいが、みずほによると地球人であることしか共通点はないらしい。
瞳の色は赤だが、停滞を示唆する赤方偏移に由来する（「瞳の色」はおねがい☆ツインズでも重要な要素という点で共通する。なお、同じ停滞患者である森野苺、星祭遥香の瞳の色も同色である）。

風見みずほ（かざみ みずほ）
声 - 井上喜久子
本作のもう一人の主人公にしてヒロイン。地球人の父と宇宙人の母の間に誕生した、いわゆる地球人とのハーフ。男子をはじめ、女子からも認められる美人。眼鏡をかけている。表向きは国語教師だが、実は銀河連盟から派遣された辺境惑星の駐在監視員。亡き父の思い出の品であるチョコレートスティック菓子ポッチーが大好物。まりえのサポートで、色々な特殊能力が使えるが、肉体的な能力は地球人と差はない。口癖は「最優先事項よ！」。
銀河連盟の駐在監視員の免許を最年少で習得した秀才。美人であるが微妙に鈍いため、浮いた話が一つもなく異性との交際経験は皆無で処女。
感情の起伏が激しく、子供っぽい所もあり、表情が顔に出やすい性格。桂の居候先である江田島みのるの診療所の隣、朝比奈コーポの2階に引越してくる。
第1話の赴任早々、桂に正体を知られてしまい、第2話では正体を隠蔽するためについた嘘が原因で桂と結婚することになる。
戸籍上では「草薙」の姓となっているが、桂との関係を隠すため、表向きでは旧姓の「風見」で通している。
第11話で桂を停滞から救うも、一連の行動が銀河連盟に発覚して資格を剥奪され、桂をはじめ関わった全ての地球人の記憶も抹消されてしまう。
第12話(約1年後)家族の助けで再び地球に赴き、記憶を取り戻した桂と結ばれた。自力で記憶を取り戻した桂以外の人達は1年前のみずほの記憶がないままである。
第13話で苺によって2人の関係は周知の事実となるが、以降も「風見」の旧姓のままで通している。
2009年の有人探査火星計画で漂流していた乗組員が父親であるが、宇宙人とのハーフである彼女の成長速度は地球人とは違うらしく、作品の舞台は必ずしも西暦2030年代というわけではないらしい。

### クラスメイト
縁川 小石（へりかわ こいし）
声 - 川澄綾子
桂のクラスメート。男女分け隔てなく誰とでも話すことができる少女。性格は大らか、その反面失敗したりすると酷く落ち込んだりもするが、立ち直りは早い方である。
桂や漂介、跨、苺、楓たちとグループで行動を共にする事が多く、リーダー的存在。桂に片思い中。
実家の「縁川商店」の手伝いで、山田に毎日弁当を配達している。
バストは推定Fカップ(間雲談)。表立って強調はしていないが、大きい胸と均整の取れたプロポーションを密かに自慢に思っており、事あるごとに桂に胸元を見せつけてアピールをするも、なかなか報われない。
第7話で好きな人がいるという桂の言葉に、その相手が自分であるという一縷の望みを持ちつつ、第8話で漂介と交際を始めた楓に触発され、積極攻勢に出て桂に告白するも玉砕。
その直後に失恋を慰めてくれた山田といい雰囲気になる。
第10話で苺の病気に同情し、みずほと別れた桂に告白され交際を始めるが、桂の心が自分に向いていないことに気づいてしまう。更に告白の真意と桂の意中の女性がみずほであることを知り、自ら身を引いて二度目の失恋をする。
第12話のエンディングでは、山田に手作りの弁当を差し入れしている。
第13話の時点では既に山田と交際中で、順調に交際を進めているらしく、山田の部屋でエッチを経験している事が苺にばれている。

水澄 楓（みすみ かえで）
声 - 大原さやか
桂のクラスメートで小石の友人。アイルランド人である祖母の血を受け継いでいるため髪が赤毛で、同世代の女子よりも頭一つ背が高く、スタイルが良い(胸は控え目)。性格はかなりの引っ込み思案で「……かも」が口癖。高い身長がコンプレックスであり身体を縮こませる癖がある。彼女の私服に可愛らしいものが多いのは、可愛いものでありたいと強く願う彼女の気持ちが反映されているからである。またその性格から、何事にも馬鹿正直で能動的な漂介に憧れ心惹かれている。第5話で海へ旅行に行った際に、寝ぼけて女子部屋に入ってきた漂介に告白＆初体験をしてしまう。第6話で桂に背中を押された漂介が交際を申し出て、晴れて恋人同士になった。

森野 苺（もりの いちご）
声 - 田村ゆかり
桂のクラスメートで、クラス委員長。かなりクールな性格で無表情。鋭い直感を持ち、何気なく辛辣な言葉を発するため、ある意味シリーズ中最強の人物。外見は幼くクラスメートから可愛がられている。
第9話で判明するが、実は桂と同じく停滞という病気に6年間もかかっていたため身体の成長が止まっていた。戸籍上の年齢は21歳であり、一歳違いの妹は既婚者で来年は母親になるらしい。かなり良い家柄の娘なのだが、世間体を気にして病気を隠蔽した家族と一緒に生活することに気まずさを感じており、生活感のないアパートで一人暮らしをしている。
親友である小石と楓の幸せを願い、彼女達の恋を後押ししている。停滞を再発させないために桂と小石が付き合うよう仕向けるが、この事が引き金となり桂を、みずほへの想いと苺を救いたいという思いの板挟みに追い込んでしまい、桂の停滞再発の要因となった（この事がきっかけに小石との深い友情の絆が生まれた）。制服は中学時代のものを特例で着用している（学校指定のサイズが着られないため）。
原典となるアニメ本編では漂介と結ばれるのは水澄楓だが、マンガ版では森野苺が結ばれる。このため、あきかんが担当した『おねがい☆ツインズ』とのマンガ版同士の継承関係は絶たれている。
次作『おねがい☆ツインズ』では生徒会長に就任して高校の実力者として君臨している。

間雲 漂介（まぐも ひょうすけ）
声 - 岩田光央
桂のクラスメートで友人。思春期丸出しの少年。黙っていれば美男子だが、全然落ち着きが無い。成績は意外にも優秀。将来の夢は政治家になり腐敗政治を撤廃することで、そのために日々努力している。海へ旅行に行った際、寝ぼけた楓に告白されて舞い上がり「イタして」しまい責任感や自分の想いに迷うが 桂の助力もあり晴れて恋人同士になる。なお、みずほは漂介のナニを見て「ぞうさん」と呟いた。幼馴染の四道跨の親が経営する理髪店で髪を無料で切ってもらっているが、金髪にされたりと実験台にされている。

四道 跨（しどう またぐ）
声 - 三浦祥朗
桂のクラスメート。（今作は）純情で大人しい性格。趣味は、望遠鏡を使って夜空の星を見る事。漂介とは幼馴染。みずほ先生が大好き。夢は宇宙人に会うことだが、既に夢が叶っていることに気付いていない。
今作では目立つ所はないものの比較的常識人なのだが、CDドラマから徐々に性格が壊れ始め、続編に至っては完全に変態となる。
アニメ『住めば都のコスモス荘』の第6話の作中アニメで、みずほらしき女教師と跨らしき生徒のラブシーンが流れる(声も本物)。この回では楓役の大原さやかが演じるクリーカが「最優先事項よ！」と、みずほの決め台詞でラストを閉めていた。
DVDの初期パッケージや座談会のテロップ等で名字が四道ではなく四堂と誤表記されている。パッケージはその後修整されている。

### 銀河連盟関係者
まりえ
声 - 金田朋子
みずほの宇宙船・まりえしーるの制御システムである生体コンピューター。本体である宇宙船にはステルス機能、空間転移、空間接合など高度な科学技術が盛り込まれており、まりえを介してそれらを特殊能力として使うことができる。言葉は｢の！｣しか話せないため、意思の疎通は主に表情とジェスチャーで行う。浮き輪型の装置を使い空中をフワフワ浮遊する。自己修復機能があるためメンテナンスフリーだが、ショックを与えるとよく暴走する。
第1話において、宇宙船に転送されてしまった桂が驚いて叩き落としてしまい、ブリッジから床に墜落して以来調子が悪く、しばしば謎の行動をとるようになる。本作で起きるトラブルは、まりえが引き起こした誤作動が原因であることが多い。次作『おねがい☆ツインズ』では単独で町内を浮遊している姿が頻繁に目撃されていて「まりえ」と呼ばれている。

風見 はつほ（かざみ はつほ）
声 - 高田由美
みずほの母。生粋の宇宙人だが、特殊な細胞活性技術により外見は若々しく色気たっぷりの美女。ショタコンの気があり、夫の面影がある桂を誘惑してみずほをからかうことも。しかし、冗談を通り越して艶事にのめり込む傾向が少々ある。まほ曰く「淫乱熟女」。2人の夫婦生活を監視・記録している。娘と同様にポッチー（ホワイトチョコ味）が好物。2009年の有人探査火星計画で漂流していた乗組員の男性と出会った事が縁となり結婚するが、夫はみずほが幼い時に死去。

風見 まほ（かざみ まほ）
声 - こおろぎさとみ
みずほの妹。姉と同じく地球人とのハーフ。重度なシスコンで最初は桂を敵視していたが、やがて惹かれるようになる。外見年齢は10歳。母や姉と同様にポッチー（ストロベリー味）が好物。歯に衣を着せぬ発言が多い、生意気な性格。

みるる
声 - 佐久間レイ
はつほの宇宙船・みるるしーるの制御システムである生体コンピュータ。おでん串の様な形状の杖を持っている。まりえ同様の空間転移機能に加え、目からビームを出す。まりえと恋仲？になる。浮遊パーツが必要なまりえとは違い、単独で浮遊できる。

裁判官
声 - 江原正士
銀河連盟編で声のみ登場したキャラクター。みずほを地球に派遣した銀河連盟の一人で、彼女の地球での行いの中で度重なる違反行為があったため、駐在監視員の資格を剥奪し銀河連盟本国へ送還し、また彼女に関わる全ての地球人の記憶を封印した。

### その他の登場人物
山田 正臣（やまだ まさおみ）
声 - 杉田智和
技術教師。いつも猫背で、だるそうな印象。性格も陰気で寡黙だが、夢を懸けている人力飛行機については熱く語りしばしば暴走する。家は裕福。
小石曰く、ボサボサ髪と無精ひげをやめれば女子にモテそう。毎日弁当を届けてくれる小石には少なからず好意を感じており、桂に失恋した小石を慰めた。第12話では琵琶湖で開催されている人力飛行機コンテストに優勝、同日中に髪を切り髭を剃り、優勝トロフィーを小石に捧げて感謝の意を伝える。エンディングでは小石が配達の弁当ではなく、手作りの弁当を届けている。第13話では既に小石と交際中。

江田島 みのる（えだじま みのる）
声 - 内田直哉
桂の叔父で医者（産婦人科）。明るく豪快な性格。美人には弱い。彼のとっさの言葉が桂とみずほの結婚のきっかけを作った。このはとは夫婦円満だが、実際は完全に尻に敷かれている。

江田島 このは（えだじま このは）
声 - 佐久間レイ
みのるの妻で桂の叔母。看護師としてみのると共に医院を切り盛りしている。おっとりとして優しい性格だが、嫉妬深く怒らせると誰よりも怖い。夫婦揃ってみずほと桂の良き理解者で、何かと世話を焼いてくれる。性欲が旺盛で相手をする夫のみのるもぐったりするほど。

天堂（てんどう）
声 - 仲野裕
桂の学校の校長。妻は同校の卒業生でかなりの年齢差があり、そのためにみずほと桂の関係にも理解を示している。自由な校風にモットーを感じている。

なっちゃん
声 - 西村ちなみ
沖縄編で登場したゲストキャラクター。幼い少女だが、思い込みが激しく惚れっぽいおませな性格。素敵な恋に憧れ、都会からの観光客の美少年を双眼鏡で探しているが、恋人がいると分かると双眼鏡が割れて泣きながら去っていき、その際にはいつも連れている犬（ジョセフィーヌ）がリードを引っ張られて首が絞まるのが、お約束となっている。続編である『おねがい☆ツインズ』にも登場する。

草薙こずえ（くさなぎ こずえ）
声 - 南央美
桂の姉。繊細すぎる性格のため、世界の矛盾や変動が許容出来ず、悲しみが無い完全な世界を求めて、中学生の時に桂の目の前で校舎の屋上から投身自殺を図る。桂はこの出来事がトラウマとなり、3年間「停滞」した。桂の夢や回想に何度も現れ、桂にも時間を止める事を薦めるが、第11話で不完全な世界で生きると決意した桂に決別を告げられ、以後登場しなくなる。

## 舞台
本作は長野県大町市にある木崎湖が舞台となっており、旧制松本高校（劇中の木崎高校のモデル）などが劇中に登場する。木崎湖周辺は、作品のファンからいわゆる聖地巡礼の対象となっており、ファンと地元関係者が共同で清掃活動などの美化運動（みずほプロジェクト）が行われた。

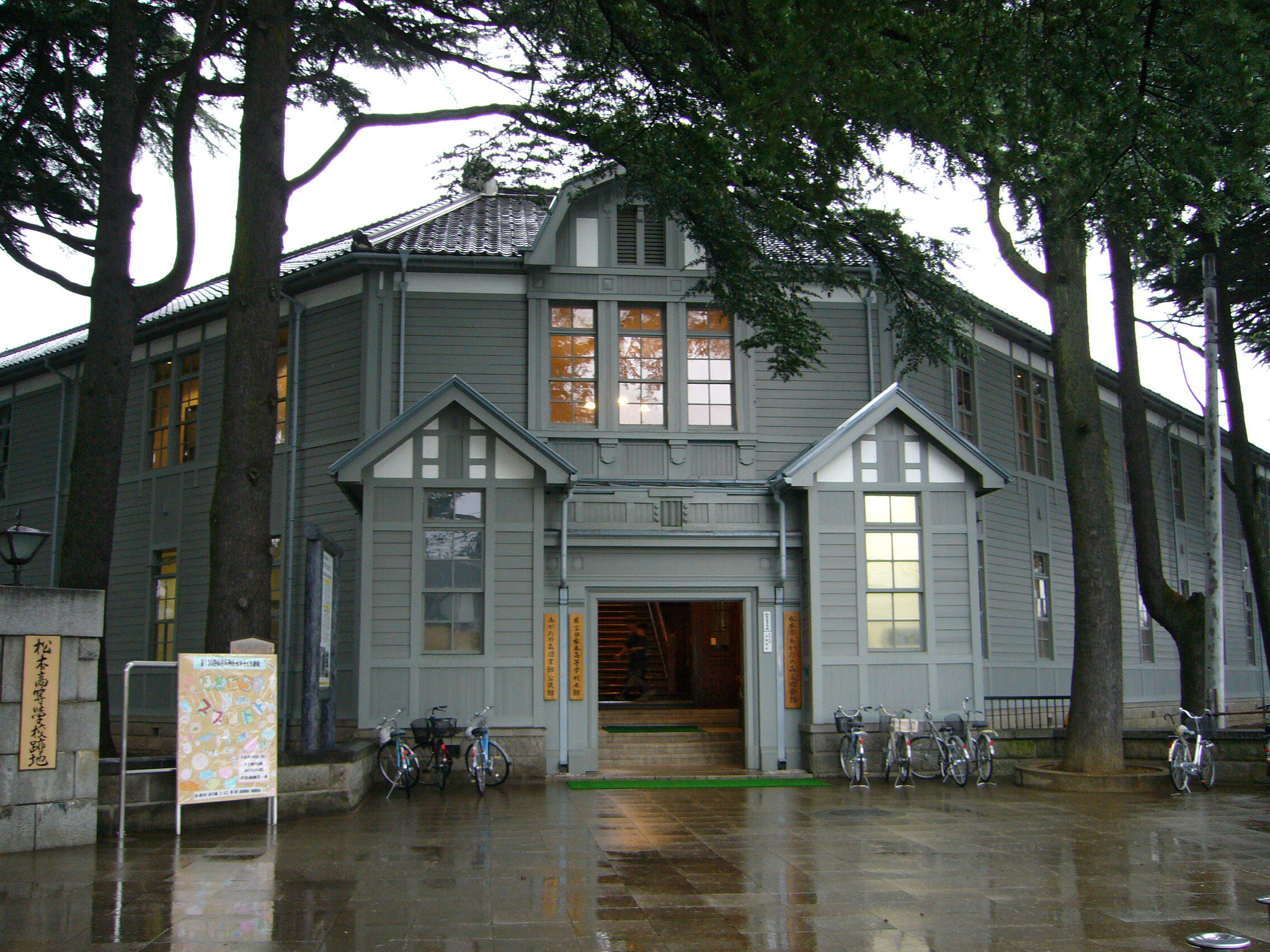
木崎高校のモデルとなった松本高等学校 (旧制)
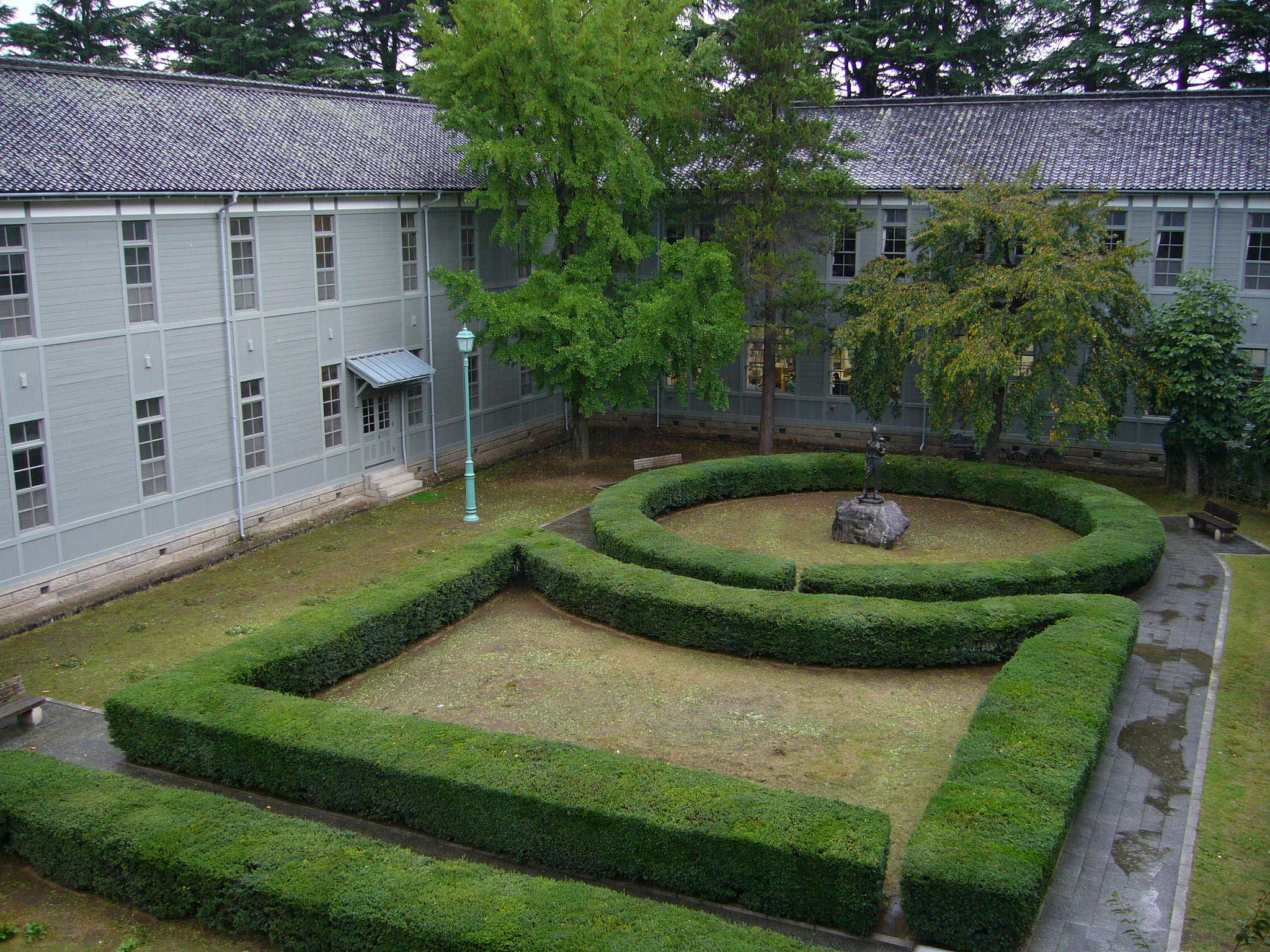
反転に変更された、高校の中庭
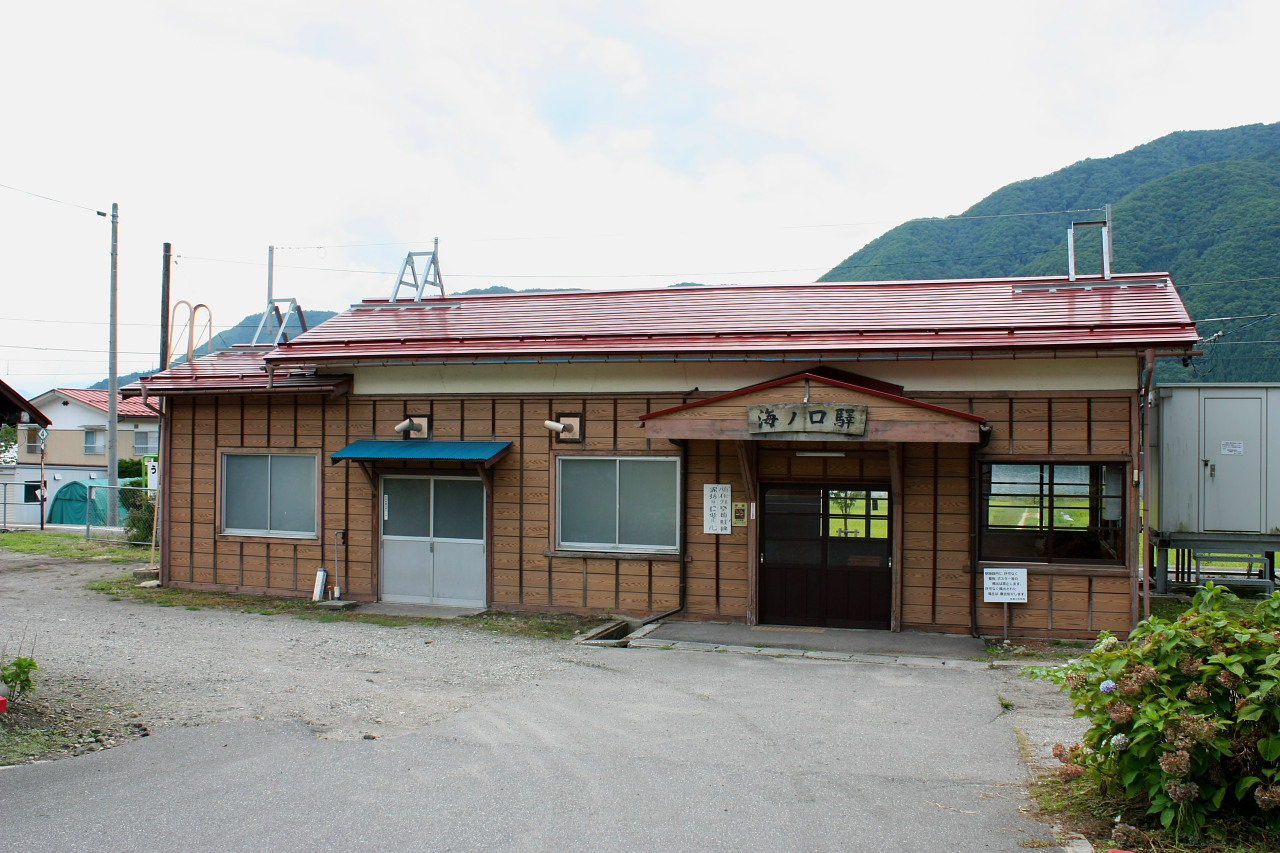
海ノ口駅

## スタッフ
- 企画・原作 - Please!
- 監督 - 井出安軌
- キャラクター原案 - 羽音たらく
- キャラクター原案協力 - 古美明
- キャラクターデザイン - 合田浩章
- メカニックデザイン - 森木靖泰、渡辺義弘
- 美術基本設定 - 須江信人
- 美術監督 - 堀壮太郎
- 色彩設計 - 渋谷圭子
- デジタルオーサリング - 田中恒嗣
- 音響監督 - 菊田浩巳
- 音楽 - I've/中沢伴行、折戸伸治
- プロデューサー - 森本浩二、安西武
- 共同プロデューサー - 大澤信博
- アニメーション制作 - 童夢
- プロデュース協力 - ジェンコ
- 製作 - バンダイビジュアル

## 主題歌
オープニングテーマ
「Shooting Star」（第1話 - 第13話）
作詞・歌 - KOTOKO / 作曲 - 折戸伸治 / 編曲 - 高瀬一矢
エンディングテーマ
「空の森で」（第1話 - 第11話）
作詞 - 田久保真見 / 作曲 - 折戸伸治 / 編曲 - 高瀬一矢 / 歌 - 川田まみ
「LOVE A RIDDLE」（第12話）
作詞・歌 - KOTOKO / 作曲・編曲 - 高瀬一矢
挿入歌
「STORM」（第4話）
作詞 - 工藤哲雄 / 作曲 - 千沢仁 / 編曲 - 須藤賢一 / 歌 - JAM Project
「そらは語らない」（第11話）
作詞 - 江幡育子 / 作曲 - 中沢伴行 / 編曲 - 南良樹 / 歌 - 井上喜久子
イメージソング
「I can't get over your best smile」
作詞・歌 - KOTOKO / 作曲・編曲 - 高瀬一矢
「あの日の君へ」
作詞・歌 - KOTOKO / 作曲・編曲 - 高瀬一矢
「snow angel」
作詞・歌 - KOTOKO / 作曲・編曲 - 高瀬一矢
「Senecio」
作詞 - KOTOKO / 作曲・編曲 - 中沢伴行 / 歌 - 詩月カオリ
「tiny days」
作詞 - KOTOKO / 作曲・編曲 - 高瀬一矢 / 歌 - 川田まみ
「いつも思ってること」
作詞 - 江幡育子 / 作曲 - 中沢伴行 / 編曲 - 南良樹 / 歌 - 井上喜久子

## 各話リスト
「13話」と「EX」はテレビ未放送（DVD7巻に収録）。
| 話数 | サブタイトル           | 脚本     | 絵コンテ     | 演出         | 作画監督            | 備考                                    |
| ---- | ---------------------- | -------- | ------------ | ------------ | ------------------- | --------------------------------------- |
| 1    | 教えてティーチャー     | 黒田洋介 | 井出安軌     | 野中卓也     | 合田浩章            |                                         |
| 2    | もう、お婿にいけません | 黒田洋介 | くるおひろし | くるおひろし | 伊東克修            |                                         |
| 3    | まずいよ☆先生          | 黒田洋介 | 樫山聡之     | 樫山聡之     | 石倉敬一            |                                         |
| 4    | やっぱり好きかも       | 黒田洋介 | 篠幸裕       | 篠幸裕       | 江上夏樹            |                                         |
| 5    | そんな先生に、ぼくは   | 黒田洋介 | あおきえい   | あおきえい   | 牧野竜一            |                                         |
| 6    | 始まってから始めよう   | 黒田洋介 | 野中卓也     | 野中卓也     | 石倉敬一            |                                         |
| 7    | 泣かないで先生         | 黒田洋介 | 八谷賢一     | 八谷賢一     | きみしま幾智        |                                         |
| 8    | 長い夜                 | 黒田洋介 | 菅沼栄治     | 樫山聡之     | 大河原晴男          |                                         |
| 9    | もう、おわりにしよう   | 黒田洋介 | くるおひろし | くるおひろし | 伊東克修            |                                         |
| 10   | でも                   | 黒田洋介 | 樫山聡之     | 三宅雄一郎   | 江上夏樹            |                                         |
| 11   | せんせい               | 黒田洋介 | あおきえい   | あおきえい   | 牧野竜一            |                                         |
| 12   | もう一度ティーチャー   | 黒田洋介 | 野中卓也     | 野中卓也     | きみしま幾智 清丸悟 |                                         |
| 13   | ヒミツなふたり         | 黒田洋介 | 八谷賢一     | くるおひろし | 合田浩章            |                                         |
| EX   | まりえ、愛の劇場       | ‐        | 八谷賢一     | くるおひろし | 合田浩章            | まりえを主人公とした150秒程の短編作品。 |

## 関連商品

### Blu-ray
- Blu-ray Box Complete Edition

### DVD
- 1st mail
  - 1st mail Memories SPECIAL
- 2nd mail
- 3rd mail
- 4th mail
  - 4th mail Memories SPECIAL
- 5th mail
- 6th mail
- 7th mail
  - 7th mail Memories SPECIAL
- Music Collection
- REMINISCENCE DISC
  - REMINISCENCE DISC Limited SPECIAL
- おねがい☆ティーチャー MEMORIAL BOX

### CD
- おねがい☆ティーチャー SOUND COLLECTION
- LOVE A RIDDLE/I can't get over your best smile
- 主題歌マキシシングル「Shooting Star」
- イメージサウンドトラック「セレソン」
- ヴォーカルアルバム「Stokesia」
- コンプリートサウンドトラック「Seretula」
- みずほ先生のはちみつ授業 ドラマアルバム
  - Vol.1「みずほ先生にドッキリ」
  - Vol.2「みずほ先生でいやぁん」
  - Vol.3「みずほ先生でばかぁん」
  - Vol.4「みずほ先生のちょっとだけよ」
  - みずほ先生のハイパーはちみつ授業(特別編)「みずほ先生の丼（どんぶり）」（DVD MEMORIAL BOX初回版に同梱、Blu-ray Box Complete Editionに同梱）
- CD-BOX Ortensia
- 10周年記念シングル「回帰新星 -recurrent nova-/夏風ノスタルジア」
- 『おねがい☆ティーチャー／ツインズ』聖地巡礼バスガイドCD

### 漫画
- 電撃コミックス おねがい☆ティーチャー 全2巻（作画：林家志弦）

### 小説
- おねがい☆ティーチャー「みずほと桂のMilky Diary」（作：雑破業）

### ムック、その他
- おねがい☆ティーチャー 設定資料集
- おねがい☆ティーチャー ヴィジュアルブック Mizuho's Lover
- おねがい☆ティーチャー ビジュアルコレクション
- おねがい☆ティーチャー オフィシャルファンブック ЛETO
- おねがい☆ティーチャー原画集 Accord